# Ultima Underworld: The Stygian Abyss
Ultima Underworld: The Stygian Abyss är ett actionrollspel utvecklat av Blue Sky Productions och utgivet av Origin Systems till DOS under 1992. Spelaren tar rollen som The Avatar som ska navigera ett tunnelsystem som kallas Great Stygian Abyss för att kunna rädda baron Almrics kidnappade dotter Arial. The Stygian Abyss äger rum inom Ultima-universumet och var ett av de första datorspelen som hade ett förstapersonsperspektiv i en 3D-miljö, vilket benämndes "dungeon simulation". Spelet fick en uppföljare under 1993 kallat Ultima Underworld II: Labyrinth of Worlds.